# Empyreuma haitensis
Empyreuma haitensis är en fjärilsart som beskrevs av Rothschild 1912. Empyreuma haitensis ingår i släktet Empyreuma och familjen björnspinnare. Inga underarter finns listade i Catalogue of Life.